# Liste des maires de la ville du Cap
La liste des maires de la ville du Cap désigne les chefs des exécutifs locaux gérant la ville du Cap en Afrique du Sud. 
Confinée d'abord au centre historique, Le Cap connait un premier élargissement notable de son périmètre et de sa superficie en 1913 avec la création de la municipalité du Grand Cap. 
En 1996, Le Cap et les municipalités voisines de la péninsule du Cap, de False Bay et des faubourgs atlantiques et de l'est sont réorganisées en six nouvelles sous-structures municipales (City of Cape Town, South Peninsula Municipality, Blaauwberg Municipality, City of Tygerberg, Oostenberg Municipality, Helderberg Municipality), toutes coiffées par une autorité métropolitaine faisant office de district régional (le Cape Metropolitan Council) assurant la coordination entre ces diverses municipalités. 
Depuis décembre 2000, et en application de la loi sur les gouvernements locaux de 1998, ces 6 sous-structures municipales et le Cape Metropolitan Council ont fusionné pour former une seule municipalité exécutive et centralisée : la municipalité métropolitaine unifiée du Cap.

## Ville du Cap (1840-1913)

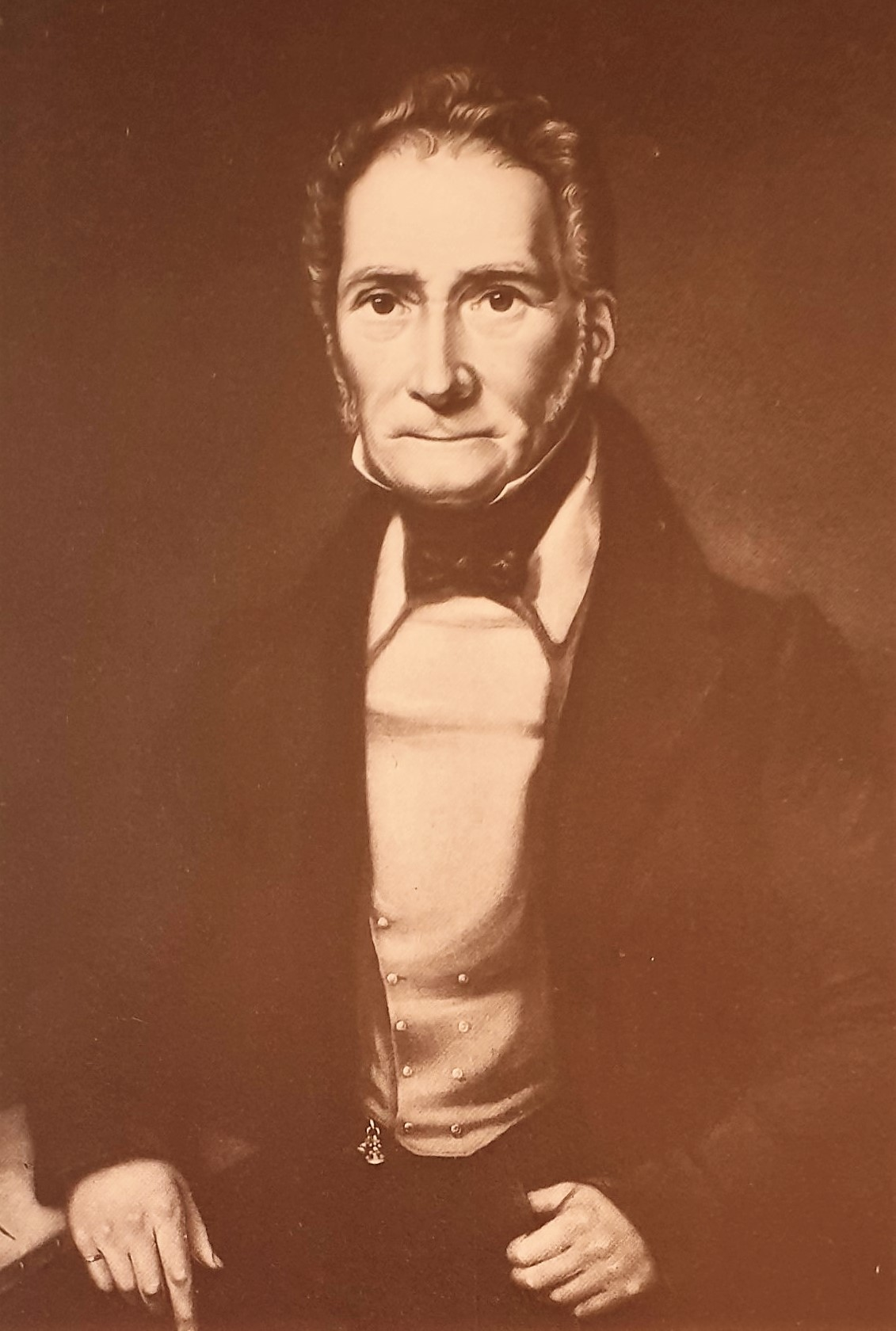
Michiel van Breda, premier maire du Cap de 1840 à 1844

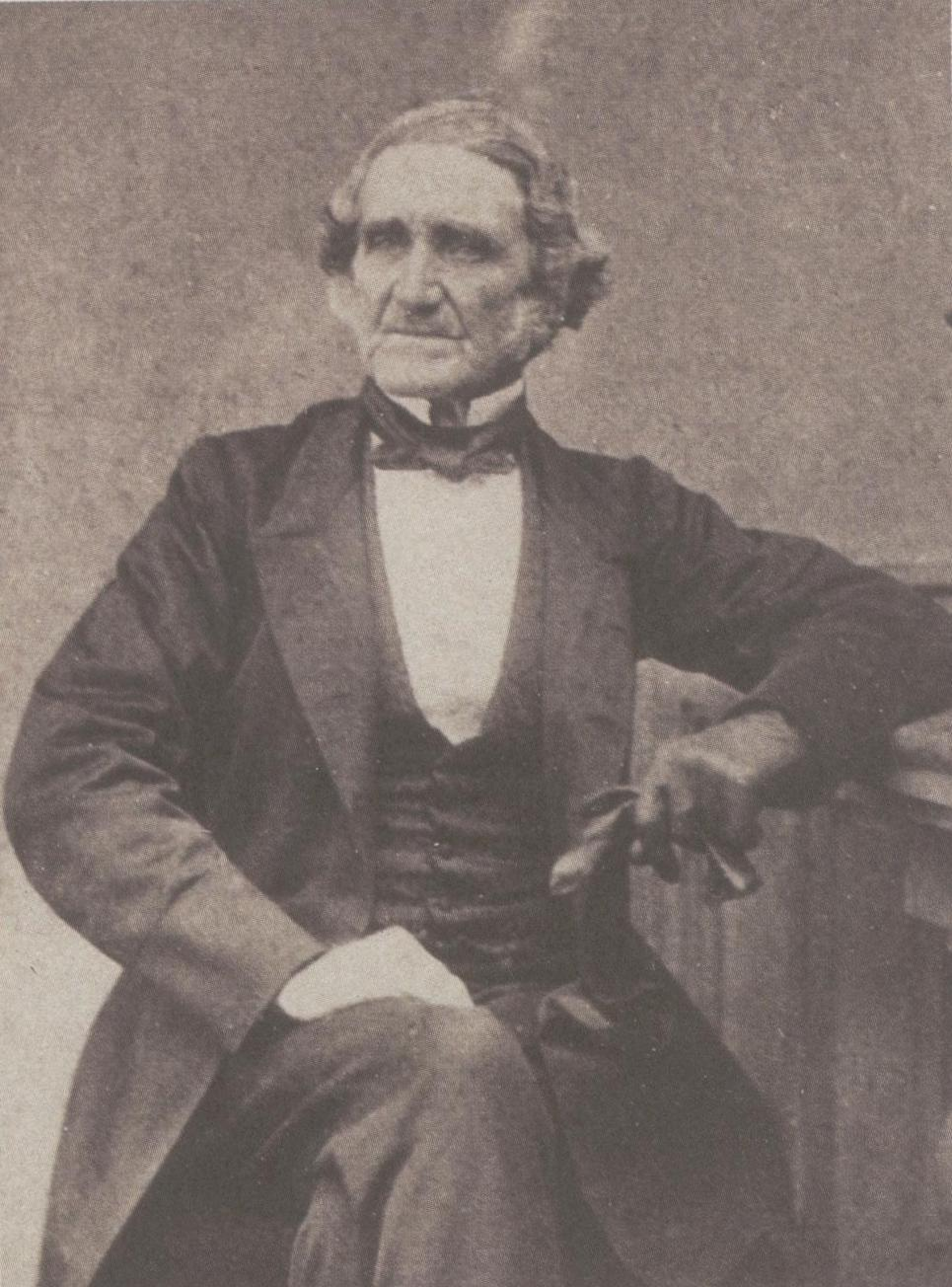
Hercules Jarvis, président (maire) du conseil municipal du Cap de 1848 à 1860

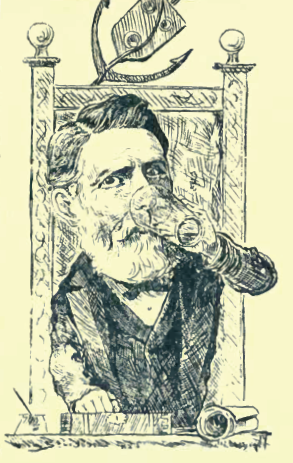
John Woodhead, maire du Cap à 4 reprises entre 1886 et 1897

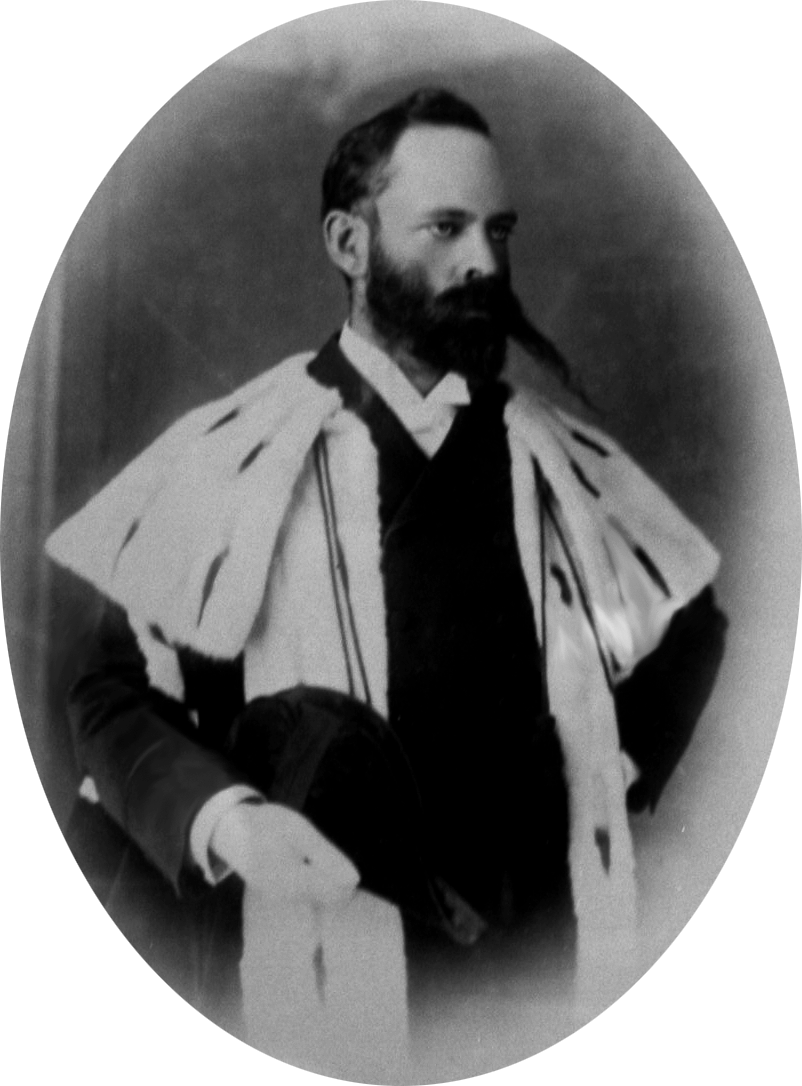
David Pieter de Villiers Graaff, maire de 1890 à 1892

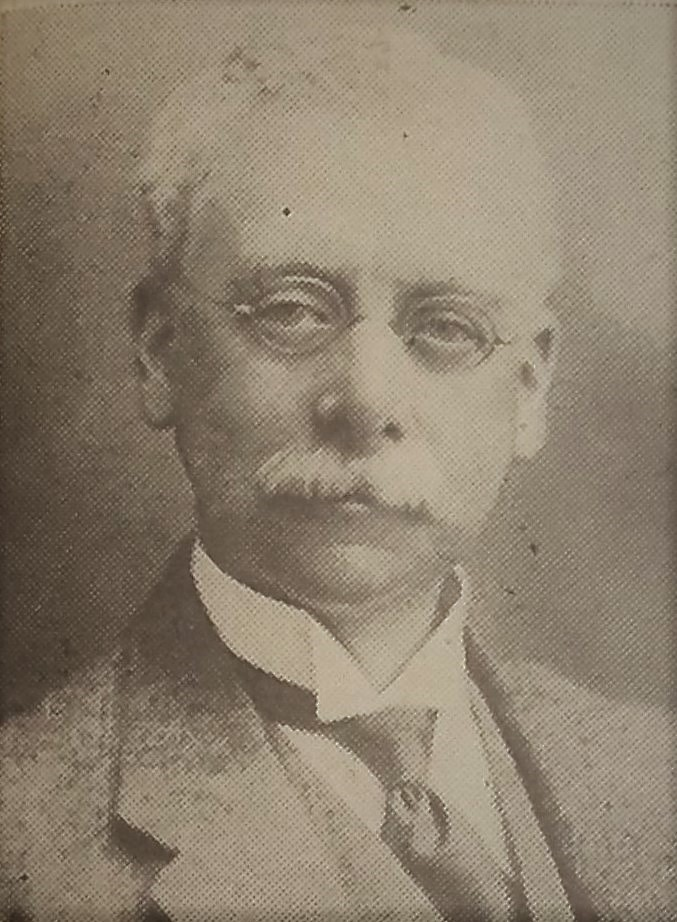
William Baxter, maire de 1907 à 1908 et député de 1910 à 1920 pour la circonscription de Gardens

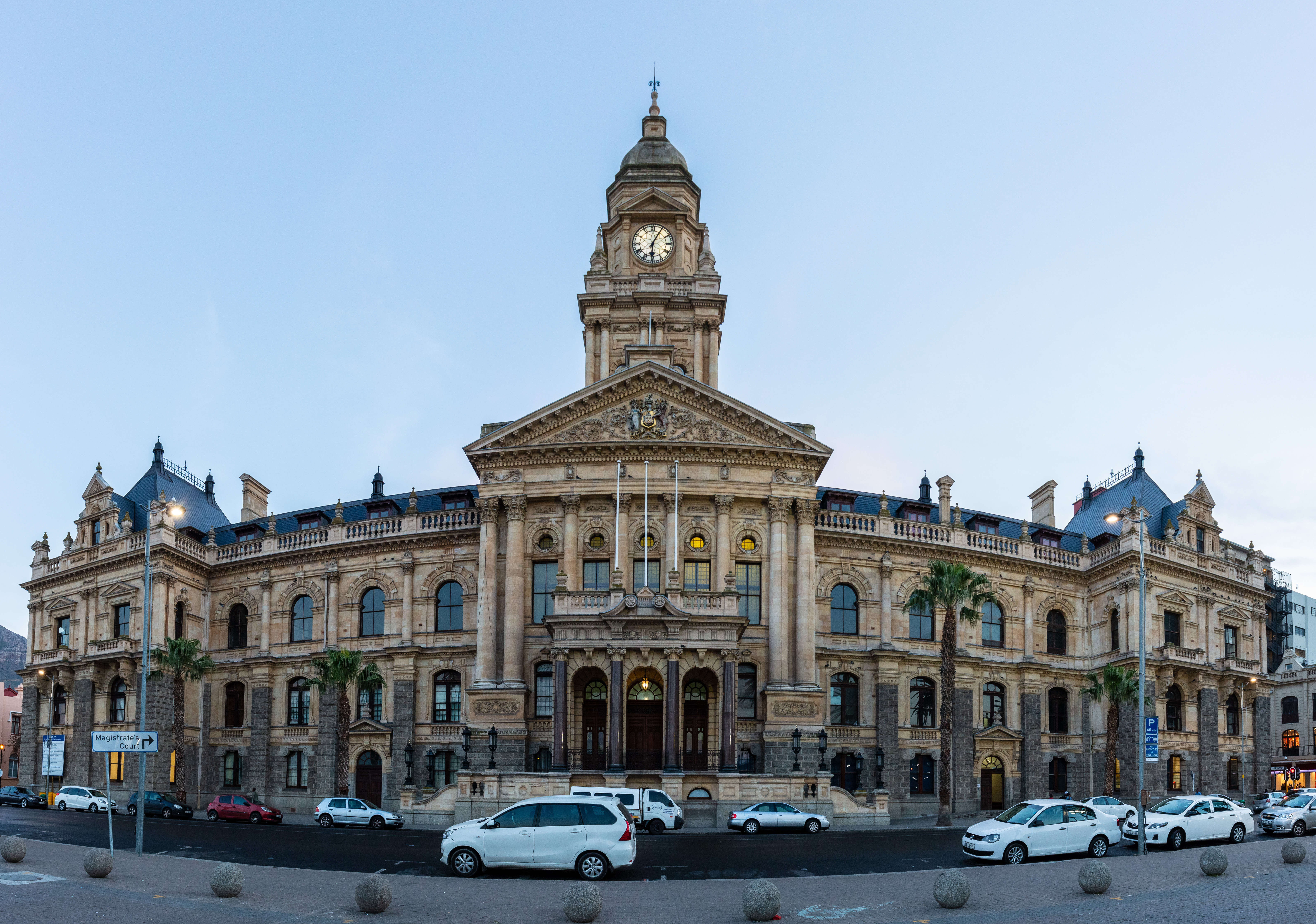
Hotel de ville du Cap

La ville du Cap correspond en 1840 au City Bowl.
| # | Nom                                         | Parti                     | Mandat    |
| - | ------------------------------------------- | ------------------------- | --------- |
|   | Michiel van Breda (1775-1847)               |                           | 1840-1844 |
|   | Johannes Joachim Lodewyk Smuts (1785-1869)  |                           | 1844-1848 |
|   | Hercules Crosse Jarvis (1802-1889)          |                           | 1848-1860 |
|   | Dirk Gysbert van Breda (1803-1870)          |                           | 1860      |
|   | Gillis J. de Korte                          |                           | 1860-1862 |
|   | W. Herman                                   |                           | 1862-1863 |
|   | Thomas Watson                               |                           | 1863      |
|   | Joseph Barry                                |                           | 1863-1865 |
|   | Dirk Gysbert van Breda (1803-1870)          |                           | 1865-1866 |
|   | Gillis J. de Korte                          |                           | 1866-1871 |
|   | Philip Stigant                              |                           | 1871-1872 |
|   | Gillis J. de Korte                          |                           | 1872-1874 |
|   | Philip Stigant (1825-1891)                  | Clean Party               | 1874-1875 |
|   | P.U. Leibbrandt                             |                           | 1875-1876 |
|   | Charles Lewis (1828-1913)                   |                           | 1876-1877 |
|   | John Philip                                 |                           | 1877-1878 |
|   | Jan Christiaan Hofmeyr (1829-1898)          | Afrikaner Bond            | 1878-1879 |
|   | Petrus Kotze (1810-1888)                    |                           | 1879-1881 |
|   | William Fleming                             |                           | 1881-1883 |
|   | Charles Lewis                               |                           | 1883-1884 |
|   | Philip Stigant                              |                           | 1884-1885 |
|   | Thomas James Campbell Inglesby (1832-1889)  |                           | 1885-1886 |
|   | John Woodhead                               |                           | 1886-1887 |
|   | Thomas O'Reilly                             |                           | 1887-1888 |
|   | John Woodhead                               |                           | 1888-1889 |
|   | David Christiaan de Waal (1845-1909)        |                           | 1889-1890 |
|   | David Pieter de Villiers Graaff (1859-1931) |                           | 1890-1892 |
|   | Johan Mocke                                 |                           | 1892-1893 |
|   | John Woodhead                               |                           | 1893-1894 |
|   | George Smart                                |                           | 1894-1895 |
|   | James Attwell                               |                           | 1895-1896 |
|   | John Woodhead                               |                           | 1896-1897 |
|   | Herman Boalch                               |                           | 1897-1898 |
|   | Thomas Ball                                 |                           | 1898-1900 |
|   | Thomas O'Reilly                             |                           | 1900-1901 |
|   | William Thorne (1839-1917)                  | parti progressiste du Cap | 1901-1904 |
|   | Hyman Liberman                              |                           | 1904-1907 |
|   | William Duncan Baxter (1868-1960)           |                           | 1907-1908 |
|   | Frank Smith                                 |                           | 1908-1912 |
|   | Harry Hands (1860-1948)                     |                           | 1912-1913 |

## Municipalité de la grande ville du Cap (1913-1995)
Municipalité regroupant le City Bowl avec ses proches banlieues de Camps Bay, Clifton, Fresnaye, Green Point, Sea Point, Maitland, Mowbray, Rondebosch, Claremont, Kalk Bay, Woodstock, et Wynberg (1927)
| # | Nom                                                | Parti                      | Mandat    |
| - | -------------------------------------------------- | -------------------------- | --------- |
|   | John Parker                                        |                            | 1913-1915 |
|   | Harry Hands                                        |                            | 1915-1918 |
|   | William J. Thorne                                  |                            | 1918-1920 |
|   | William Gardener                                   |                            | 1920-1922 |
|   | Ryno J. Verster                                    |                            | 1922-1925 |
|   | William Fish                                       |                            | 1925-1927 |
|   | Andrew Reid                                        |                            | 1927-1929 |
|   | Alfred Lewis                                       |                            | 1929-1931 |
|   | Henry Stephan                                      |                            | 1931-1933 |
|   | Louis Gradner                                      |                            | 1933-1935 |
|   | James Low                                          |                            | 1935-1937 |
|   | WC Foster                                          |                            | 1937-1939 |
|   | Wilfred Brinton                                    |                            | 1939-1941 |
|   | Walter James                                       |                            | 1941-1943 |
|   | Ernest Gustaf Nyman                                |                            | 1943-1945 |
|   | Abraham "Abe" Bloomberg (1904-1990)                | UP                         | 1945-1947 |
|   | Herbert Ernest Gearing (1878-1957)                 |                            | 1947-1949 |
|   | Charles Ogden Booth                                |                            | 1949-1951 |
|   | Fritz Sonnenberg                                   | UP, MPC pour Green Point   | 1951-1953 |
|   | Arthur Keen                                        |                            | 1953-1955 |
|   | Pieter Johannes Wolmarans                          |                            | 1955-1957 |
|   | Colonel John William Orville Billingham            |                            | 1957-1959 |
|   | Joyce Newton Thompson (née Nettlefold) (1893-1978) |                            | 1959-1961 |
|   | Alfred Honikman (1910-2009)                        |                            | 1961-1963 |
|   | William Peters                                     |                            | 1963-1965 |
|   | Walter Gradner (1913-1994)                         |                            | 1965-1967 |
|   | Gerald Edgar Ferry                                 |                            | 1967-1969 |
|   | Jan Dommisse                                       | parti uni                  | 1969-1971 |
|   | Richard Friedlander                                |                            | 1971-1973 |
|   | David Bloomberg (1932-2020)                        |                            | 1973-1975 |
|   | John Tyers                                         |                            | 1975-1977 |
|   | Edward Mauerberger                                 |                            | 1977-1979 |
|   | Louis Kreiner (1928-1994)                          |                            | 1979-1981 |
|   | M.J. van Zyl                                       |                            | 1981-1983 |
|   | Sol Kreiner                                        | Parti progressiste fédéral | 1983-1985 |
|   | Leon Markovitz (1937-2005)                         |                            | 1985-1987 |
|   | Peter Muller                                       |                            | 1987-1989 |
|   | Gordon Oliver (1939-)                              | PFP                        | 1989-1991 |
|   | Frank van der Velde                                | Parti démocratique         | 1991-1993 |
|   | Clive Keegan (1950-2022)                           | Parti démocratique         | 1993      |
|   | Patricia Kreiner                                   | Parti démocratique         | 1993-1995 |

## Conseil transitoire de la ville du Cap (février 1995 - juin 1996)
| Nom            | Parti          | Mandat    |
| -------------- | -------------- | --------- |
| William Bantom | Parti national | 1995–1996 |

## Conseil de la métropole du Cap (1995-2000)
| # | Nom             | Parti                                   | Mandat           |
| - | --------------- | --------------------------------------- | ---------------- |
|   | William Bantom  | Parti national & Nouveau Parti national | 1996–2000        |
|   | Attie Adriaanse | Nouveau Parti national                  | par intérim 2000 |

### Municipalité de la ville du Cap
Municipalité comprenant notamment le City Bowl (De Waterkant, Foreshore, Gardens, Higgovale, Oranjezicht, Salt River, Schotsche Kloof, Tamboerskloof, University Estate, Vredehoek, Walmer Estate, Woodstock, Zonnebloem), Camps Bay, Clifton, Fresnaye, Green Point, Sea Point, Mouille Point, Maitland, Mowbray, Rondebosch, Claremont, Pinelands, Athlone et les townships de Langa, Nyanga, Philippi, Gugulethu et Mitchell's Plain.
| # | Nom               | Parti | Mandat    |
| - | ----------------- | ----- | --------- |
| 1 | Theresa Solomons  | ANC   | 1996-1998 |
| 2 | Nomaindia Mfeketo | ANC   | 1998-2000 |

### Municipalité de la cité de Tygerberg
Municipalité regroupant les communes et townships de Bellville, Bothasig, Durbanville, Fisantekraal, Goodwood, Parow, Delft, Elsie's River, Khayelitsha et Mfuleni
| # | Nom              | Parti          | Mandat    |
| - | ---------------- | -------------- | --------- |
| 1 | Lukas Olivier    | Parti national | 1996–1999 |
| 2 | Clifford Sitonga | ANC            | 1999-2000 |

### Municipalité du sud de la Péninsule
Municipalité comprenant notamment les communes et localités de Hout Bay, Llandudno, Bergvliet, Wynberg, Constantia, Fish Hoek, Kommetjie, Noordhoek, Simonstown, Muizenberg et les townships d'Ocean View, de Grassy Park ou de Masiphumelele
| Nom                | Parti                                   | Mandat    |
| ------------------ | --------------------------------------- | --------- |
| John Oswald Jacobs | Parti national & Nouveau Parti national | 1996–2000 |

### Municipalité de Helderberg
Municipalité regroupant les cités balnéaires de Somerset West, Strand et Gordons Bay ainsi que le village de Macassar et le township de Nomzamo.
| Nom         | Parti                                   | Mandat    |
| ----------- | --------------------------------------- | --------- |
| Leon Deacon | Parti national & Nouveau Parti national | 1996–2000 |

### Municipalité de Oostenberg
Municipalité regroupant Kraaifontein, Brackenfell, Kuils River, Blue Downs, Blackheath et Eerste River. 
| Nom              | Parti                                   | Mandat    |
| ---------------- | --------------------------------------- | --------- |
| Danny De La Cruz | Parti national & Nouveau Parti national | 1996–2000 |

### Municipalité de Blaauwberg
Municipalité regroupant notamment les communes de Milnerton, Mamre, Alantis, Pella, Melkbosstrand et Bloubergstrand.
| # | Nom               | Parti                                   | Mandat    |
| - | ----------------- | --------------------------------------- | --------- |
| 1 | Algene Ross       | Parti national                          | 1996–1997 |
| 2 | Heather Maneveld  | Parti national & Nouveau Parti national | 1997–1999 |
| 3 | Desmond Stoffberg | Nouveau Parti national                  | 1999–2000 |

## Municipalité métropolitaine du Cap

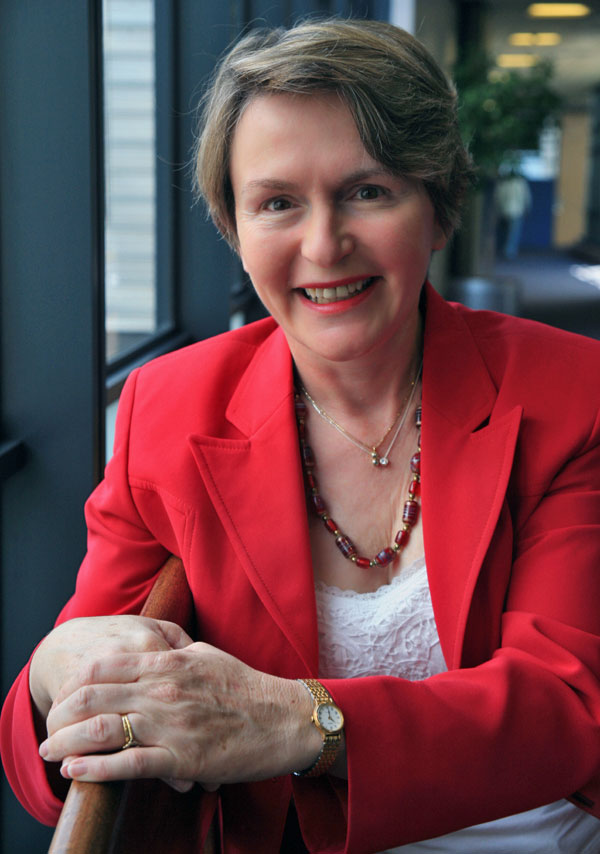
Helen Zille, maire du Cap de 2006 à 2009

| # | Nom                | Parti                             | Mandat                                                          |
| - | ------------------ | --------------------------------- | --------------------------------------------------------------- |
| 1 | Peter Marais       | Nouveau Parti national            | 2001–2002                                                       |
| 2 | Gerald Morkel      | Alliance démocratique             | 2002                                                            |
| 3 | Nomaindia Mfeketo  | ANC                               | 2002-2006                                                       |
| 4 | Helen Zille        | Alliance démocratique             | 2006-2009                                                       |
|   | Grant Haskin       | Parti chrétien démocrate africain | Intérim du 9 avril au 12 mai 2009                               |
| 5 | Dan Plato          | Alliance démocratique             | 12 mai 2009 - 1er juin 2011                                     |
| 6 | Patricia de Lille  | Alliance démocratique             | 1er juin 2011 - 31 octobre 2018                                 |
|   | Ian Neilson        | Alliance démocratique             | Intérim du 8 au 15 mai 2018 et du 31 octobre au 6 novembre 2018 |
| 7 | Dan Plato          | Alliance démocratique             | 6 novembre 2018 - 17 novembre 2021                              |
| 8 | Geordin Hill-Lewis | Alliance démocratique             | Depuis le 18 novembre 2021                                      |